# System 3

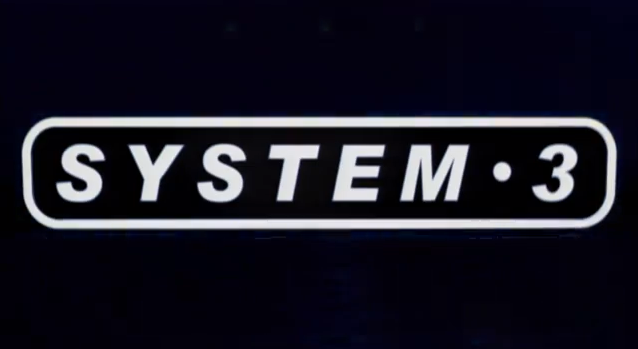
Logo da System 3

System 3 é uma empresa de jogos de video game localizada em Londres, Inglaterra. Fundada em 1984 por Mark Cale, a empresa é reconhecida pelos jogos publicados para os consoles Commodore 64 e Amiga.

## Lista de jogos publicados[1]
| Nome                                       | Plataforma(s)                     | Ano  |
| ------------------------------------------ | --------------------------------- | ---- |
| Colony 7                                   | Atari 400/800                     | 1982 |
| Lazer Cycle                                | BBC Micro                         | 1983 |
| Deathstar Interceptor                      | C64/Spectrum                      | 1985 |
| Suicide Strike                             | C64                               | 1985 |
| Motocross                                  | C64                               | 1985 |
| Twister                                    | Spectrum                          | 1986 |
| International Karate +                     | C64/Amiga                         | 1986 |
| International Karate                       | C64/Atari ST/Amstrad CPC/Spectrum | 1986 |
| The Last Ninja                             | C64                               | 1987 |
| Bangkok Knights                            | C64                               | 1988 |
| Last Ninja 2:Back with A Vengeance         | C64/Amiga                         | 1988 |
| Vendetta                                   | C64                               | 1989 |
| Dominator                                  | C64                               | 1989 |
| Myth: History in the Making                | C64/Amiga/Amstrad CPC             | 1989 |
| Flimbo's Quest                             | C64/Atari ST/Amiga/Amstrad CPC    | 1990 |
| Last Ninja Remix                           | Amiga/C64                         | 1990 |
| Turbo Charge                               | C64                               | 1991 |
| Fuzzball                                   | Amiga                             | 1991 |
| Last Ninja 3                               | C64/Amiga                         | 1991 |
| Super Putty                                | SNES/Amiga                        | 1992 |
| Putty Squad(The Original)                  | Amiga/SNES                        | 1993 |
| Juice!                                     | C64                               | 1994 |
| Desert Fighter                             | SNES                              | 1994 |
| Constructor(Classic)                       | PC/PS1                            | 1997 |
| Toshinden 4                                | PS1                               | 2000 |
| Silent Bomber                              | PS1                               | 2000 |
| Guilty Gear                                | PS1                               | 2000 |
| International Karate Advanced              | GBA                               | 2001 |
| Crisis Beat                                | PS1                               | 2002 |
| Underworld                                 | PS2                               | 2003 |
| Seek And Destroy                           | PS2                               | 2003 |
| Road Trip Adventure                        | PS2                               | 2003 |
| Grooverider: Slot Car Racing               | PS2                               | 2003 |
| International Snooker Championship         | PS2                               | 2003 |
| Motorsiege: Warriors of Primetime          | PS2                               | 2003 |
| Casino Challenge                           | PS2                               | 2003 |
| Creatures: Raised In Space                 | PS1                               | 2004 |
| Play It Pinball                            | PS2                               | 2004 |
| Video Poker & Blackjack                    | PS2                               | 2004 |
| Intellivision Lives                        | PS2                               | 2004 |
| Elf                                        | GBA                               | 2005 |
| James Pond codename: Robocod               | GBA/PS2/DS/PS1                    | 2005 |
| Tusker                                     | C64                               | 2005 |
| TriggerMan                                 | PS2                               | 2005 |
| Stock Car Speedway                         | PS2                               | 2005 |
| Pinball Hall of Fame:Gottlieb Collection   | PS2                               | 2005 |
| Strike Force Bowling                       | PS2                               | 2005 |
| World Championship Poker                   | PS2/GBA                           | 2005 |
| MX World Tour                              | PS2                               | 2005 |
| Gungrave Overdose                          | PS2                               | 2005 |
| Guncom 2                                   | PS2                               | 2005 |
| 1945: I+II The Arcade Games                | PS2                               | 2005 |
| Castle of Shikigami 2: War of the Worlds   | PS2                               | 2005 |
| International Pool Championship            | PS2                               | 2005 |
| Cel Damage Overdrive                       | PS2                               | 2005 |
| Crazy Chicken X                            | PS2                               | 2006 |
| Arcade Classics: Volume 1                  | PS2                               | 2006 |
| Gottlieb Pinball Classics                  | Wii/PSP/PS2                       | 2006 |
| Super Fruitfall                            | DS/PSP/PS2/Wii                    | 2007 |
| Impossible Mission                         | Wii/PSP/DS/PS2                    | 2007 |
| Ferrari Challenge Trofeo Pirelli           | PS3/DS/Wii/PS2                    | 2008 |
| Tennis Masters                             | DS                                | 2009 |
| Powerplay Pool                             | DS                                | 2009 |
| Williams Pinball Classics                  | PS3/PSP/Wii/Xbox 360              | 2011 |
| Chess Challenger                           | PS2                               | 2012 |
| Ferrari Challenge/Supercar Challenge       | PS3                               | 2012 |
| Absolute SuperCars                         | PS3                               | 2013 |
| Pinball Arcade                             | PS4                               | 2014 |
| Putty Squad                                | PS Vita/Xbox 360/PS3/DS/3DS/PC    | 2014 |
| Tiny Troopers Joint Ops: Zombie Edition    | PS4                               | 2014 |
| Pure Chess                                 | PS4                               | 2015 |
| Pure Pool                                  | PS4                               | 2015 |
| Mob Rule (C: Streetwars)                   | PC                                | 2013 |
| Pinball Arcade: Season 2                   | PS4                               | 2015 |
| Stick it to the Man!                       | PS4                               | 2015 |
| Pure Hold'em Championship Poker            | PS4                               | 2015 |
| Constructor(Constructor HD)                | Xbox One/PC                       | 2017 |
| Fruitfall Crush                            | Nintendo Switch                   | 2017 |
| Stern Pinball Arcade                       | Nintendo Switch                   | 2017 |
| Super Putty Squad                          | Nintendo Switch                   | 2017 |
| Rally Racers                               | Nintendo Switch                   | 2018 |
| Constructor Plus                           | Nintendo Switch/Xbox One/PC/macOS | 2019 |
| Home Sheep Home: Farmaggedon Party Edition | Nintendo Switch                   | 2020 |

## Ligações Externas
- Site Oficial (em inglês)